# Amar Bose
Amar Gopal Bose (Filadélfia, 2 de novembro de 1929 — Wayland (Massachusetts), 12 de julho de 2013) foi um engenheiro eletricista, engenheiro acústico e empresário estadunidense de ascendência indiana.
Fundador e presidente do conselho da Bose Corporation, listado pela Forbes em 2007 como possuindo um patrimônio de aproximadamente 1,8 bilhão de dólares. Sua especialidade são caixas de som e alto-falantes.